# جاك وايلد
جاك وايلد (بالإنجليزية: Jack Wild)‏ هو مغني وممثل بريطاني، ولد في 30 سبتمبر 1952 في Royton ‏ في المملكة المتحدة، وتوفي في 1 مارس 2006 في تبورته في المملكة المتحدة بسبب سرطان الفم.

## أعمال

### أفلام
- (1968) أوليفر![7]

## ترشيحات
- جائزة الأوسكار لأفضل ممثل مساعد، عن عمل: أوليفر! (1968)

## وصلات خارجية
- جاك وايلد على موقع IMDb (الإنجليزية)
- جاك وايلد على موقع ألو سيني (الفرنسية)
- جاك وايلد على موقع ميوزك برينز (الإنجليزية)
- جاك وايلد على موقع تيرنر كلاسيك موفيز (الإنجليزية)
- جاك وايلد على موقع أول موفي (الإنجليزية)
- جاك وايلد على موقع قاعدة بيانات الأفلام السويدية (السويدية)
- جاك وايلد على موقع إن إن دي بي (الإنجليزية)
- جاك وايلد على موقع أول ميوزيك (الإنجليزية)
- جاك وايلد على موقع ديسكوغز (الإنجليزية)
- جاك وايلد على موقع قاعدة بيانات الفيلم (الإنجليزية)